# بلادل
بلادل (به هلندی: Bladel) یک شهرستان در هلند است که در برابانت شمالی واقع شده‌است. بلادل ۳۲ متر بالاتر از سطح دریا واقع شده‌است.